# Noa Selimhodzic
| style="padding:0;" | 2025– 

Noa Selimhodzic (auch Noa Selimhodžić, hebräisch נועה סלימהוג'יץ; * 15. Oktober 2003 in Jerusalem; ⚭ Noa Slimhojits) ist eine israelische Fußballspielerin. Die israelische A-Nationalspielerin besitzt neben der israelischen Staatsbürgerschaft auch die von Bosnien-Herzegowina.

## Karriere

### Vereine
Noa Selimhodzic ist die Tochter bosnischer Eltern, die aufgrund des Bosnienkriegs nach Israel auswanderten. Sie begann im Alter von acht Jahren in Netanya für den dort ansässigen Verein Maccabi Netanya mit dem Fußballspielen. Während ihrer fünfjährigen Vereinszugehörigkeit bestritt sie 98 Spiele.
Im Jahr 2014 begann sie gleichzeitig für den in Emek Chefer ansässigen Verein Maccabi Emek Hefer in der Mädchenmannschaft zu spielen, da nach den Regeln der IFA für Mädchen im Alter von 13 Jahren untersagt war, gemeinsam mit Jungen in der Liga zu spielen.
Von 2016 bis 2019 der Akademie des Wingate-Instituts angehörig, kam sie auch für deren Fußballmannschaft in 57 Spielen zum Einsatz, in denen sie 20 Tore erzielte.
Zur Saison 2019/20 rückte sie in die Erste Mannschaft von Maccabi Emek Hefer auf. In ihrer Premierensaison im Seniorinnenbereich bestritt sie 15 Punktspiele, in denen sie fünf Tore erzielte. Ihr Debüt in der Ligat Nashim, der höchsten Spielklasse im israelischen Frauenfußball, gab sie am 21. November 2019 (1. Spieltag) beim 2:0-Sieg im Heimspiel gegen den späteren Meister FC Ramat haScharon. Des Weiteren kam sie in zwei Ausscheidungsspielen zum Einsatz, in denen ihr vier Tore gelangen. In der Folgesaison erzielte sie neun Tore in 15 Punktspielen.
Nach Italien gelangt, bedingt durch die Verpflichtung des AC Mailand und mit einem bis zum 30. Juni 2024 datierten Vertrag ausgestattet, kam sie für den Erstligisten in der Saison 2021/22 in sechs Punkt- und zwei Pokalspielen zum Einsatz. Ihr Debüt gab sie am 7. November 2021 (8. Spieltag) beim 1:0-Sieg im Heimspiel gegen den FC Empoli mit Einwechslung für Lindsey Thomas in der 81. Minute.
Am 27. Juli 2022 wurde sie als Neuzugang des Bundesligisten 1. FFC Turbine Potsdam auf der vereinsinternen Website willkommen geheißen. Ihr Pflichtspieldebüt für den Verein gab sie in der Bundesliga. Am 21. Oktober 2022 (5. Spieltag) wurde sie bei der 0:2-Niederlage im Auswärtsspiel gegen den SV Meppen in der 68. Minute für Maya Hahn eingewechselt. Ihr einziges Tor für den Verein erzielte sie in ihrem einzigen Spiel des DFB-Pokal-Wettbewerbs; es war der 1:0-Führungstreffer in der 57. Minute der Achtelfinalbegegnung im Heimspiel gegen den 1. FC Köln, der sich am 20. November 2022 mit 2:1 nach Verlängerung durchsetzte.

### Nationalmannschaft
Selimhodzic nahm im Jahr 2018 an einem Förderturnier für Mädchen bis 16 Jahre teil und debütierte als Nationalspielerin für die U16-Nationalmannschaft, die am 30. April in Schefajim das in Freundschaft ausgetragene Länderspiel gegen die U16-Nationalmannschaft Lettlands mit 6:0 gewann, dabei gelang ihr mit dem Treffer zum 2:0 in der 20. Minute ihr erstes Länderspieltor. In den zwei weiteren Spielen gegen Montenegro und Moldawien am 2. und 4. Mai, beim 4:3 und 5:0-Sieg, erzielte ein weiteres Tor, im letzten Spiel gar drei Tore.
Bereits ein Jahr später debütierte sie für die U19-Nationalmannschaft, die am 1. Oktober 2019 im oberösterreichischen Bad Wimsbach-Neydharting das erste Spiel der EM-Qualifikationsgruppe 6 mit 0:2 gegen die U19-Nationalmannschaft Österreichs verlor. Drei Tage später verlor sie mit ihrer Mannschaft an selber Stätte gegen die Schweizer U19-Nationalmannschaft das zweite Spiel. Im dritten Spiel in Windischgarsten erzielte sie beim 5:1-Sieg über die U19-Nationalmannschaft Lettlands mit dem Führungstreffer zum 1:0 in der zweiten Minute ihr einziges Länderspieltor.
Am 21. Oktober 2020 debütierte sie in der A-Nationalmannschaft, die im siebten Spiel der EM-Qualifikationsgruppe B mit 0:4 gegen die Nationalmannschaft Dänemarks in Viborg verlor. In den letzten drei von insgesamt zehn Qualifikationsspielen – gegen Georgien (2:0), Malta (0:2) und Italien (0:12) – wurde sie ebenfalls berücksichtigt. Vom 19. September 2021 bis zum 6. September 2022 bestritt sie alle zehn Spiele der WM-Qualifikationsgruppe H (auch zweimal gegen die Mannschaft des DFB), wobei sie im siebten Spiel am 23. Juni 2022 in Plowdiw, beim 2:0-Sieg über die Nationalmannschaft Bulgariens das Tor zur 1:0-Führung in der 29. Minute erzielte.
Des Weiteren kam sie in zwei in Freundschaft ausgetragenen Länderspielen gegen die Nationalmannschaft Griechenlands zum Einsatz. Der erste Vergleich wurde am 19. Februar 2022 mit 0:1 verloren, der zweite endete 2:2 unentschieden; dabei gelang ihr mit dem Treffer zum 1:1 in der 29. Minute ihr erstes A-Länderspieltor. In zwei weiteren Freundschaftsspielen gegen die Nationalmannschaft Ungarns am 7. und 11. April 2023, die mit 1:3 und 0:2 verloren wurden, kam sie ebenfalls zum Einsatz.